# Gmina Muszyna
Die Gmina Muszyna ist eine Stadt-und-Land-Gemeinde im Powiat Nowosądecki der Woiwodschaft Kleinpolen in Polen. Ihr Sitz ist die gleichnamige Kurstadt mit etwa 4900 Einwohnern.

## Geographie
Die Gemeinde grenzt im Süden und Osten an die Slowakei und im Norden an die Gmina Krynica-Zdrój. Zu den Gewässern gehört der Fluss Poprad.

## Geschichte
Von 1975 bis 1998 gehörte die Gemeinde zur Woiwodschaft Nowy Sącz.

### Gemeindepartnerschaften
- Hammelburg, Deutschland
- Sulín, Slowakei

## Gliederung
Zur Stadt-und-Land-Gemeinde (gmina miejsko-wiejska) Muszyna gehören neben der namensgebenden Stadt folgende zehn Dörfer mit einem Schulzenamt:
Andrzejówka
Dubne
Jastrzębik
Leluchów
Milik
Powroźnik
Szczawnik
Wojkowa
Złockie
Żegiestów (mit Żegiestów-Zdrój)